# Agostinho Fineza
Agostinho da Silva Fineza (Ribeira Brava, 3 de Abril de 1917 - Lisboa, 1 de Maio de 1963) foi um tipógrafo português, que ficou conhecido pelos seus esforços contra a ditadura do Estado Novo.

## Biografia
Nasceu no concelho da Ribeira Brava, na Ilha da Madeira, em 3 de Abril de 1917.
Foi membro do Partido Comunista Português, tendo estado envolvido na produção de imprensa clandestina na Madeira e no continente, motivo pelo qual esteve por diversas vezes preso pelo regional ditatorial.
Foi morto a tiro pelos agentes da Polícia Internacional e de Defesa do Estado em dia 1 de Maio de 1963, em frente à sede do Diário de Notícias, durante uma manifestação para exigir a liberdade de imprensa.
Em 1978, foi homenageado pelo Sindicato dos Trabalhadores Gráficos do Sul, em conjunto com José Moreira e Alexandre Vieira, por os três terem sido tipógrafos perseguidos e mortos pela ditadura no exercício da sua profissão, tendo sido considerados como «lutadores inquebrantáveis dos direitos, organizações e liberdades dos trabalhadores», que «dedicaram a sua vida à causa do Movimento Operário e da luta das massas populares, no combate contra a ditatura fascista e a repressão».